# Кинорт
Кинорт или Кинортей (на гръцки: Κυνόρτας, Κυνόρτης, Kynortas; на латински: Cynortes) е в древногръцката митология седмият цар на Спарта през 13 век пр.н.е.
Син е на Амикъл и Диомеда, дъщеря на Лапит от Лапитите. Брат е на Хиацинт и Аргал.
След смъртта на брат му Аргал той става цар на Спарта. След неговата смърт владетел на Спарта става синът му Периерей (Perieres).